# جوزيف فرانكلين ويلسون
جوزيف فرانكلين ويلسون (بالإنجليزية: Joseph Franklin Wilson)‏ هو محامي وقاضي وسياسي أمريكي، ولد في 18 مارس 1901 في الولايات المتحدة، وتوفي في 13 أكتوبر 1968 في نفس البلد. حزبياً، نشط في الحزب الديمقراطي.

## مناصب
- انتخب قاضي (1955 – 1968).
- انتخب القاضي الفيدرالي للولايات المتحدة (1943 – 1944).
- انتخب رئيس مجلس الإدارة (1943 – 1945).
- انتخب مندوب [الإنجليزية]‏.
- انتخب عضو مجلس النواب الأمريكي.